# Lapáncsa
Lapáncsa község Baranya vármegyében, a Siklósi járásban.

## Fekvése
A község a vármegye déli-délkeleti részén fekszik, alig néhány kilométerre a magyar-horvát államhatártól. A Villányi-hegységtől délkeletre, Mohácstól délnyugatra, Villány várostól délre elterülő település morfológiai értelemben a Nyárád-harkányi löszvidékhez tartozik.
A szomszédos települések: észak felől Magyarbóly, kelet felől Kislippó, délkelet felől Illocska, nyugat felől pedig Beremend.

### Megközelítése
Csak közúton érhető el, az 5702-es útról Magyarbólynál letérve, egy öt számjegyű mellékúton (57 119). Határszélét keleten érinti a Pécs–Mohács-vasútvonal nyomvonala is, de a vasútnak itt már nincs megállási pontja.

## Története
A község neve az írott forrásokban először 1349-ben bukkant fel Lappanch változatban. Valószínű a
magyar laponya, lapály, mocsaras terület jelentésű főnévvel tartozik össze, s alapszava a lapos szavakéval azonos. A középkorban Lappanch és Gátwége néven szerepelt. Itt végződött a Dunától húzódó gát. Lapáncsa és Magyarbóly között a török időkben nagy csata volt.
Előbb a Dárdai, majd a Veterán család birtoka, végül az Esterházyaké lett. A török időkben teljesen elnéptelenedett. 1760 körül népesítették be német lakossággal. 1850 körül római katolikus magyarok érkeztek ide. 
1910-ben 479 lakosa volt. Ebből 35 fő magyar, 440 fő német, 1 horvát és 3 egyéb nemzetiségű. A lakosok közül 200 fő tudott magyarul. 
A 20. század közepéig Baranya vármegye Baranyavári járásához tartozott.

### Jelene
A községnek vasútállomása nincs. Lapáncsa körzete vízrajzi szempontból sűrű, mellette folyik el és szakad kisebb vízfolyásokra a Karasica-patak. A község népessége alig haladja meg a 200 főt, Baranya vármegye aprófalvas településszerkezetének egyik tipikus képviselője. A településnek egy utcája van, amelyre a régi német építkezési forma a jellemző. A házak száma 74.
Lapáncsa infrastrukturális ellátottsága átlagos. Az ivóvizet vezetéken keresztül kapják, a rendszert 1993-ban adták át a lakosságnak. A vezetékes ivóvízzel ellátott lakások aránya 98%-os. A helyi vízmű tulajdonosa a települési önkormányzat.
A lakosság nagy része római katolikus vallású. Bölcsőde, óvoda és általános iskola nem működik a településen. Utóbbit 1975-ben szüntették meg, a gyerekek a magyarbólyi körzeti általános iskolába járnak. A művelődési házban alkalmi rendezvényeket tartanak. A polgármesteri hivatal épületében kialakított egészségházban heti két alkalommal van orvosi rendelés.

## Közélete

### Polgármesterei
- 1990–1994: Kiefer Ferenc (független)[3]
- 1994–1998: Kiefer Ferenc (független)[4]
- 1998–2002: Kiefer Ferenc (független)[5]
- 2002–2006: Kiefer Ferenc (független)[6]
- 2006–2010: Kiefer Ferenc István (független)[7]
- 2010–2014: Kiefer Ferenc István (Fidesz-KDNP)[8]
- 2014–2019: Nagy Levente (független)[9]
- 2019–2024: Nagy Levente (független)[10]
- 2024– : Nagy Levente (független)[1]

## Népesség
A település népességének változása:
| Lakosok száma | 206  | 199  | 192  | 179  | 176  | 163  | 163  | 156  |
|               | 2013 | 2014 | 2015 | 2019 | 2021 | 2022 | 2023 | 2024 |

A 2011-es népszámlálás során a lakosok 84,7%-a magyarnak, 7,9% cigánynak, 1,5% németnek mondta magát (15,3% nem nyilatkozott; a kettős identitások miatt a végösszeg nagyobb lehet 100%-nál). A vallási megoszlás a következő volt: római katolikus 58,6%, református 3%, görögkatolikus 1%, felekezeten kívüli 4,4% (33% nem nyilatkozott).
2022-ben a lakosság 89%-a vallotta magát magyarnak, 1,2% németnek, 0,6% cigánynak (11% nem nyilatkozott; a kettős identitások miatt a végösszeg nagyobb lehet 100%-nál). Vallásuk szerint 77,3% volt római katolikus, 2,5% református, 1,8% görög katolikus, 0,6% egyéb keresztény, 2,5% felekezeten kívüli (15,3% nem válaszolt).

## Nevezetességek
- Templomát 1781-ben szentelték fel a Szeplőtelen fogantatás tiszteletére.

- Lapáncsán két emlékkövet találunk: 1993-ban avatták a kitelepített németek hazalátogatásakor az egyik emlékkövet, majd 1996-ban adtak át egy másikat a németek kitelepítésének 50. évfordulójára.

## Híres szülöttei
- Getto József (1932) építész, országgyűlési képviselő